# 手塚由比
手塚 由比（てづか ゆい、1969年1月16日 - ）は日本の建築家である。

## 概要
特にヴェネツィアヴィエンナーレで大きく紹介された雪に埋もれる自然科学館キョロロや楕円形の屋根で子供が遊ぶふじようちえんは有名。常に手塚貴晴と協働している。

## 略歴
- 神奈川県に生まれる。父親も第一工房出身の建築家。
- 1987年 - 清泉女学院高等学校卒業[1]
- 1992年 - 武蔵工業大学（現・東京都市大学）工学部建築学科卒業（卒業設計賞・学術優秀賞）
- 1992年 - ロンドン大学バートレット校（ロン・ヘロンに師事）に留学
- 1994年 - 夫である手塚貴晴と手塚建築企画を共同設立（手塚建築研究所に改称）
- 1995年 - 東洋大学非常勤講師
- 2001年 - 東海大学非常勤講師[2]

### 主な作品
- 副島病院（佐賀市） - グッドデザイン賞、日本建築学会作品選奨ほか。
- 川越の音楽マンション（川越市） - グッドデザイン賞、日本商環境設計家協会JCDデザイン賞奨励賞ほか。
- 屋根の家 - 第18回吉岡賞、JIA新人賞ほか。
- ふじようちえん（立川市） - 経済産業大臣賞、グッドデザイン賞ほか。佐藤可士和と協働。

### 著書
- きもちのいい家（清流出版）
- 手塚貴晴+手塚由比建築カタログ（TOTO出版）